# زبقين
زبقين هي قرية في محافظة الجنوب في لبنان. تقع في قضاء صور على بعد 17 كلم من صور، و103 كيلومترات من بيروت. 
تشتهر بزراعة التبغ والزيتون، ويوجد فيها آثار بيزنطية عبارة عن بعض المدافن والمغارات في أكثر من مكان في القرية. تضم 3200 نسمة، 1,255 ناخبا". وقد دمرت هذه القرية خلال عدوان تموز العام 2006.